# 日本アメリカンフットボール協会
公益社団法人日本アメリカンフットボール協会（にほんアメリカンフットボールきょうかい、英: Japan American Football Association, 略称：JAFA）は、日本国内におけるアメリカンフットボール競技を統括する国内競技連盟である。

## 概要
本部は東京都新宿区。旧所管は文部科学省。
アメリカンフットボールを統括する国内唯一の団体として、公式規則の制定、安全対策ならびに指導者の育成等の事業を行い、アメリカンフットボール競技を普及発展させることを通して、人々がスポーツに親しみ、豊かな人間性を育める社会を実現することを目的とし、以下の事業を行っている。
1. アメリカンフットボールの普及発展に関する企画および指導
2. アメリカンフットボールの技術向上に関する企画および指導
3. 全国的なアメリカンフットボール大会に関する主催または後援
4. アメリカンフットボールに関する国際試合の主催または後援
5. アメリカンフットボール競技者の安全対策の構築
6. アメリカンフットボール競技規則の制定
7. アメリカンフットボール競技場の設置運営
8. アメリカンフットボール競技の審判員の養成
9. アメリカンフットボール用具の承認
10. 機関誌、パンフレット等の刊行
11. その他、この団体の目的を達成するために必要な事業

## 歴史[4]
- 1934年 - 東京学生連盟（のちの関東学生アメリカンフットボール連盟）発足（立教大、明治大、早稲田大）
- 1936年 - 初の完全翻訳版「公式フットボール規則」の発行
- 1935年 - 慶応大、法政大が加盟
- 1937年 - 東京学生連盟が設立され、日本で最初の大学リーグ戦が行われた。
- 1938年 - 立教大、明治大、早稲田大、慶應大、法政大、関西大が日本米式蹴球協会を結成（初代会長：浅野良三）。第1回東西オールスターズ対抗試合が行われ2万5千人の観衆を集めた。
- 1942年 - 鎧球倶楽部連盟（関東・関西の社会人対象）が発足
- 1946年 - 関西米式蹴球連盟（同年、関西フットボール連盟に改称、のちの関西学生アメリカンフットボール連盟）設立
- 1947年 - 日本フットボール協会が再建（戦後初代理事長：服部慎吾）
- 1948年 - 第1回ライスボウル開催
- 1951年 - 戦後初の全日本チーム編成
- 1973年 - 関東社会人協会設立
- 1975年 - 北海道、東海、広島、九州に学生連盟ができ、日本協会に加盟
- 1983年 - ライスボウルが全日本選手権となる
- 1985年 - 日本社会人アメリカンフットボール協会発足
- 1990年 - 日本学生アメリカンフットボール協会発足
- 1997年 - アメリカンフットボールの殿堂（山梨県北杜市高根町清里）完成
- 1998年 - 国際アメリカンフットボール連盟（IFAF）が設立され、初代会長に笹田英次理事長が選任
- 1999年 - IFAF傘下のアジア連盟（Asia Federation of American Football, 略称：AFAF）が設立され、会長に鈴木卓治が就任
- 2005年 - 社団法人化し社団法人日本アメリカンフットボール協会となる
- 2007年 - 日本体育協会（のちの日本スポーツ協会）に準加盟
- 2009年4月 - 事務所を東京都品川区へ移転
- 2012年6月 - 日本オリンピック委員会（JOC）に準加盟
- 2014年2月 - 公益社団法人化
- 2019年7月 - 事務所を東京都新宿区へ移転

## 歴代会長・理事長
会長
| 代数 | 氏名      | 在任期間      | 備考                   |
| ---- | --------- | ------------- | ---------------------- |
| 初代 | 浅野 良三 | 1938～1942年  |                        |
| 2代  | 小松 隆   | 1960～1962年  |                        |
| 3代  | 大平 正芳 | 1969～1978年  | 第68・69代内閣総理大臣 |
| 4代  | 森田 一   | 1980～2004年  |                        |
| 5代  | 浅田 豊久 | 2014～2017年  |                        |
| 6代  | 国吉 誠   | 2017年～ 現在 |                        |

理事長
| 代数 | 氏名             | 在任期間     |
| ---- | ---------------- | ------------ |
| 初代 | ポール・ラッシュ | 1938～1941年 |
| 2代  | 服部 慎吾        | 1948～1953年 |
| 3代  | 桑原 梓          | 1954～1955年 |
| 4代  | 中山 晟          | 1956～1957年 |
| 5代  | 田村 新          | 1957～1958年 |
| 6代  | 鳥取 義雄        | 1959～1962年 |
| 7代  | 小川 徳治        | 1963～1964年 |
| 8代  | 原田 嘉兵衛      | 1965～1968年 |
| 9代  | 小川 徳治        | 1969～1970年 |
| 10代 | 藤堂 太郎        | 1971～1978年 |
| 11代 | 安藤 信和        | 1979～1993年 |
| 12代 | 古川 明          | 1993～1997年 |
| 13代 | 笹田 英次        | 1997～1999年 |
| 14代 | 鈴木 卓治        | 1999～2002年 |
| 15代 | 金澤 好夫        | 2002～2005年 |
| 16代 | 山縣 平蔵        | 2005～2008年 |
| 17代 | 谷口 輝雄        | 2008～2010年 |
| 18代 | 浅田 豊久        | 2010～2014年 |

## 主な主催大会
- ライスボウル

## 下部組織
- 一般社団法人日本社会人アメリカンフットボール協会
- 日本学生アメリカンフットボール協会
  - 北海道学生アメリカンフットボール連盟
  - 東北学生アメリカンフットボール連盟
  - 関東学生アメリカンフットボール連盟
  - 東海学生アメリカンフットボール連盟
  - 北陸学生アメリカンフットボール連盟
  - 関西学生アメリカンフットボール連盟
  - 中四国学生アメリカンフットボール連盟
  - 九州学生アメリカンフットボール連盟
- 日本高等学校アメリカンフットボール連盟
  - 関東高等学校アメリカンフットボール連盟
  - 関西高等学校アメリカンフットボール連盟